# João Rodrigues (político)
João Rodrigues (São Valentim, 23 de março de 1967), é um empresário, radialista e político brasileiro, filiado ao Partido Social Democrático (PSD). É o atual prefeito de Chapecó, em Santa Catarina.
Já foi deputado federal e deputado estadual pelo estado de Santa Catarina. Já foi também prefeito e vice-prefeito da cidade de Pinhalzinho.

## Carreira política
De 1988 a 2000 trabalhou como radialista na Rádio Centro-Oeste de Pinhalzinho. Na chapa de Darci Fiorini (então no PPB), foi eleito vice-prefeito da cidade nas eleições de 1996 e assumiu o cargo no início de 1997. Foi eleito prefeito, pelo PFL, nas eleições de 2000, com 4.045 votos (53% dos votos válidos), e passou a ocupar a chefia do Poder Executivo do município em 1 de janeiro de 2001. Deixou o cargo em 6 de abril de 2002, quando renunciou para concorrer a deputado estadual, nas eleições daquele ano. Assumiu o vice-prefeito, Anecleto Galon. Em reconhecimento à sua gestão na prefeitura de Pinhalzinho, recebeu o Prêmio Mario Covas do Sebrae Nacional, como destaque na categoria "Prefeito empreendedor".
Em 2002 foi eleito deputado estadual, novamente pelo PFL, com 48.549 votos. Assumiu a cadeira na Assembleia Legislativa de Santa Catarina, em 1 de fevereiro de 2003 e a deixou em 2004, para ocupar o cargo de prefeito de Chapecó, cidade próxima a Pinhalzinho, ao qual foi eleito com 43.829 votos (43,8% dos votos válidos), pouco mais de 5 mil votos à frente do segundo colocado, Cláudio Antônio Vignatti (PT). Foi reeleito em 2008, com 59.386 votos (59% dos votos válidos), para mais quatro anos de mandato. Entretanto, renunciou em 31 de março de 2010, para concorrer a deputado federal, nas eleições daquele ano. Assumiu o vice-prefeito José Cláudio Caramori.
Em 2010 elegeu-se deputado federal, pelo DEM, com 134.558 votos, a quarta maior votação do estado. Assumiu a cadeira na Câmara dos Deputados, em 1 de fevereiro de 2011. Nas eleições de 2014, em 5 de outubro, foi reeleito deputado federal por Santa Catarina para a 55ª legislatura (2015 — 2019). Assumiu o cargo em 1 de fevereiro de 2015.
No dia 27 de maio de 2015 o deputado foi flagrado por uma equipe de reportagem do SBT, observando vídeos pornográficos em um smartphone durante um debate sobre a Reforma Política na Câmara dos Deputados, mostrando também o conteúdo para outros políticos.
Como deputado federal, votou a favor do Processo de impeachment de Dilma Rousseff. Já durante o Governo Michel Temer, votou a favor da PEC do Teto dos Gastos Públicos. Em abril de 2017 foi favorável à Reforma Trabalhista. Em agosto de 2017 votou contra o processo em que se pedia abertura de investigação do presidente Michel Temer, ajudando a arquivar a denúncia do Ministério Público Federal.
Em 2020, Rodrigues disputou as eleições como candidato a prefeito de Chapecó e foi eleito em primeiro turno, com 28.527 votos de vantagem sobre Cleiton Fossá (MDB), 2º colocado.
Em 22 de março de 2025 lançou sua pré-candidatura ao governo do estado de Santa Catarina.

### Condenação e investigações
O parlamentar foi condenado pelo TRF-4 (Tribunal Regional Federal da 4ª Região) a cinco anos e três meses de prisão em regime semiaberto por crimes da Lei de Responsabilidade Fiscal e da Lei de Licitações enquanto era prefeito do município de Pinhalzinho (SC). O Supremo Tribunal Federal (STF) confirmou a decisão do TRF-4, determinando a imediata prisão do deputado. Por conta dessa condenação, com base na Lei da Ficha Limpa, foi considerado inelegível pela Justiça Eleitoral, o que o impediu de tomar posse no cargo de Deputado Federal, para o qual foi eleito nas Eleições Gerais de 2018.
No dia 08/02/2018 (quinta-feira) o então deputado federal João Rodrigues (PSD-SC) foi preso pela PF (Polícia Federal) no aeroporto de Guarulhos, na região metropolitana de São Paulo, após mudar a rota do voo para Assunción, Paraguai, e tentar desembarcar naquele país. Em virtude do risco de fuga e eventual manobra para tentar a prescrição do crime, o nome do deputado foi inserido em lista da Interpol.
João Rodrigues é conhecido por defender a pena de morte a condenados, utilizando jargões populares como “bandido bom é bandido morto".
O ex-deputado também respondeu ação civil pública por ato de improbidade administrativa, acusado de superfaturar de merenda escolar no Município de Chapecó durante seu primeiro mandato como prefeito. A ação, que estima o superfaturamento em cerca de 8 (oito) milhões de reais, foi ajuizada pelo Ministério Público Federal em Santa Catarina. Foi baseada em denúncia realizada pelo ex-vereador da Câmara Municipal de Chapecó/SC Marcelino Chiarello, encontrado morto em sua casa em 28 de novembro de 2011. Em 2020, João Rodrigues foi absolvido das acusações pela Justiça Federal.

### Prefeito de Chapecó (2021-2024)

#### Gestão da pandemia de COVID-19
João Rodrigues assumiu a prefeitura de Chapecó em 1 de janeiro prometendo o relaxamento de regras para evitar a disseminação da COVID-19 na cidade. A cidade também passou a administrar o chamado "tratamento precoce" com remédios comprovadamente ineficazes contra o novo coronavírus, como hidroxicloroquina, cloroquina, ivermectina e azitromicina.
Com as novas regras, o número de casos e mortes na cidade começou a aumentar. Quando Rodrigues iniciou o mandato, Chapecó tinha registrado cento e vinte e três óbitos por COVID-19, número que quase quintuplicou em apenas três meses. Assim, a média de mortes ultrapassou as médias estadual e nacional.
Em 16 de fevereiro, o prefeito concedeu uma entrevista admitindo que o sistema de saúde da cidade havia entrado em colapso. O número de casos só começou a diminuir depois que a prefeitura implementou uma série de restrições, incluindo toque de recolher e fechamento do comércio. Por quatorze dias, de 23 de fevereiro a 7 de março, as atividades não essenciais foram suspensas, levando o ritmo de contaminação a diminuir.
No começo de abril, o prefeito gravou um vídeo afirmando falsamente que o número de internações por coronavírus na cidade havia zerado graças ao uso do "tratamento precoce". O vídeo foi divulgado pelo presidente Jair Bolsonaro em suas redes sociais. Na verdade, quando da gravação do vídeo, havia cento e oitenta e sete pessoas internadas com COVID-19 internadas na cidade, sendo cento e vinte e uma em UTIs (que estavam 100% lotadas) e sessenta e três em enfermarias.